# 勞雷爾 (密西西比州)
勞雷爾（英語：Laurel）是一個位於美国密西西比州瓊斯郡的城市。根據2010年美國人口普查，該地共人口18540人，而該地的面積約為42.80平方千米。同時該地與埃利斯維爾同為瓊斯郡的郡治。

## 地理
勞雷爾的座標為31°41′51″N 89°08′22″W / 31.69750°N 89.13944°W，而該地的平均海拔高度為82米（即269英尺）。